# Ochthebius spanglerorum
Ochthebius spanglerorum är en skalbaggsart som beskrevs av Wood och Perkins 1978. Ochthebius spanglerorum ingår i släktet Ochthebius och familjen vattenbrynsbaggar. Inga underarter finns listade i Catalogue of Life.